# Karol Fryderyk Minter
Karol Fryderyk Minter, właściwie Karl Friedrich (ur. 1780 w Szczecinie, zm. 2 lutego 1847 w Warszawie) – niemiecko-polski malarz, litograf oraz przedsiębiorca warszawski, młodszy brat architekta Wilhelma Henryka.

## Życiorys

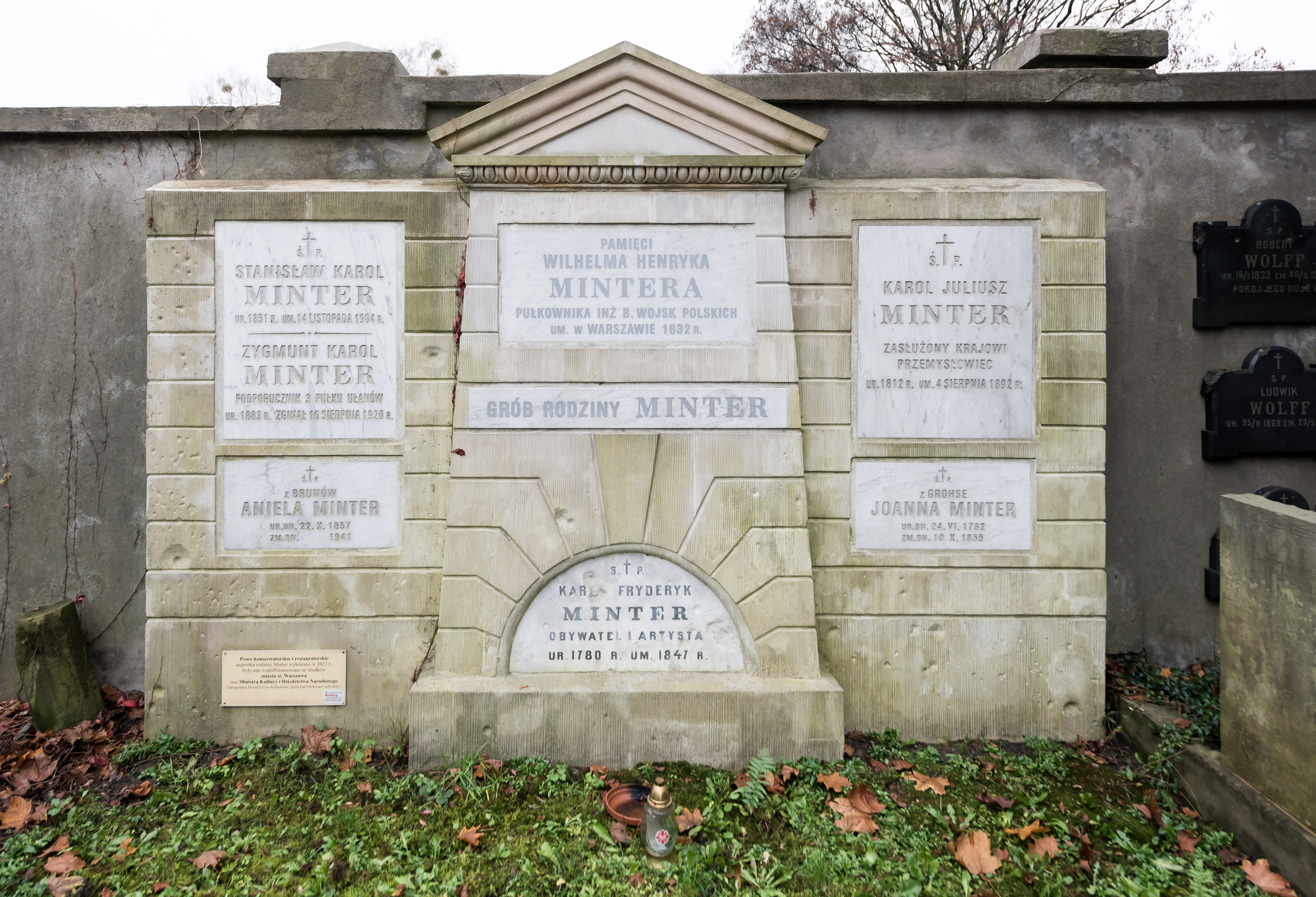
Grób Karola Fryderyka Mintera na cmentarzu ewangelicko-augsburskim w Warszawie

Rozpoczął karierę jako malarz; wykształcenie otrzymał w Kopenhadze, gdzie działał jako portrecista i malarz miniatur portretowych. Ok. 1811 roku przeniósł się do Berlina, w 1814 roku wykonał portret naturalnej wielkości króla pruskiego Fryderyka Wilhelma III.
Ok. 1822 roku na wezwanie starszego brata Wilhelma przyjechał do Warszawy, gdzie początkowo utrzymywał się z wykonywania miniatur portretowych i litografii. Wkrótce, szczególnie po wydaniu serii litografii Zbiór portretów ludzi sławnych za panowania Stanisława Augusta (1826) zyskał uznanie i otrzymał od Kwatermistrzostwa Generalnego kierownictwo nad pracami przy wielkiej mapie topograficznej Królestwa Kongresowego. Prace trwały do 1843 i były wykonywane w atelier sztycharskim Mintera. Wykonano tam również wiele rycin portretowych i religijnych.
W 1828 roku przy placu Dzieciątka Jezus założył odlewnię metalowej galanterii użytkowej i artystycznej. Przekazana w roku 1835 synowi Karolowi Warszawska Fabryka Minterów stała się wkrótce największym zakładem tego typu w Imperium Rosyjskim.
Żonaty od 1811 z Johanną Julianą Grohse (zm. 1855), został pochowany wraz z żoną i synem na warszawskim cmentarzu ewangelicko-augsburskim (Al.F nr 44).